# Mactomyia fracida
Mactomyia fracida là một loài ruồi trong họ Tachinidae.